# Antonio Díaz
Antonio Díaz is een gemeente in de Venezolaanse staat Delta Amacuro. De gemeente telt 33.600 inwoners. De hoofdplaats is Curiapo.
De gemeente wordt vertegenwoordigd door een van de sterren op de vlag van Delta Amacuro.